# Ljubov' Burda
Ljubov' Viktorovna Burda (in russo Любовь Викторовна Бурда?; Voronež, 11 aprile 1953) è un'ex ginnasta sovietica, che conquistò 2 medaglie d'oro olimpiche con la squadra nazionale dell'Unione Sovietica ai giochi olimpici di Mexico nel 1968 e di Monaco nel 1972.

## Palmarès
| Anno | Manifestazione | Sede              | Specialità         | Risultato | Note |
| ---- | -------------- | ----------------- | ------------------ | --------- | ---- |
| 1968 | Olimpiadi      | Città del Messico | Concorso a squadre | Oro       |      |
| 1970 | Mondiali       | Lubiana           | Concorso a squadre | Oro       |      |
| 1970 | Mondiali       | Lubiana           | Volteggio          | Bronzo    |      |
| 1972 | Olimpiadi      | Monaco            | Concorso a squadre | Oro       |      |